# Нова махала (община Василево)
Вижте пояснителната страница за други значения на Нова махала.
Нова махала (на македонска литературна норма: Нова Маала) е село в община Василево на Северна Македония.

## География
Селото е разположено в южните склонове на Огражден, северно от Струмица.

## История
Предосманското име на селото е Алексино. Под това име се споменава в османски преброителен дефтер от 1519 година като населено място с 133 жители, от които 128 са християни и само 5 са мюсюлмани.
По време на османското владичество Алексино е населено с турци и получава името Нова махала.
През XIX век Нова махала е чисто турско село. В „Етнография на вилаетите Адрианопол, Монастир и Салоника“, издадена в Константинопол в 1878 година и отразяваща статистиката на населението от 1873 година, Нова махала (Nova Mahala) е посочено като село със 70 домакинства, като жителите му са 150 мюсюлмани. Според статистиката на Васил Кънчов („Македония. Етнография и статистика“) от 1900 година Ени махале е населявано от 510 жители турци.
След Балканските войни (1912 – 1913) турското население на селото се изселва и на негово място са заселени бежанци от Кукушко, предимно от село Гола.
Според преброяването от 2002 година селото има 823 жители.
| Националност | Всичко |
| македонци    | 679    |
| албанци      | 0      |
| турци        | 142    |
| роми         | 0      |
| власи        | 0      |
| сърби        | 0      |
| бошняци      | 1      |
| други        | 1      |